# Sodo
Pour les articles homonymes, voir Sodo (homonymie).
Sodo (en wolaitta : Sooddo ; Ge'ez : ሶዶ) ou Wolaita Sodo est une ville et un woreda du sud de l'Éthiopie. 
Chef-lieu de la zone Wolayita, Sodo est depuis 2023 la capitale de la région Éthiopie du Sud.
Sodo se trouve environ 330 km au sud-ouest d'Addis-Abeba vers 2 000 m d'altitude,.
La ville compte 76 050 habitants au recensement national de 2007. Près de 55 % des habitants sont protestants, 38 % sont orthodoxes et 1 % sont catholiques.
En 2022, sa population est estimée à 204 121 personnes avec une densité de population de 7 967 personnes par km2 et 25,62 km2 de superficie.

## Caractéristiques
Sodo conserve en son centre quelques bâtiments d'inspiration architecturale fasciste, témoins de l'occupation italienne entre 1935 et 1941.